# Zdětín (Mladá Boleslav-i járás)
Zdětín település Csehországban, a Mladá Boleslav-i járásban. Zdětín Benátky nad Jizerou, Sedlec, Horky nad Jizerou, Chotětov és Dolní Slivno településekkel határos. Lakosainak száma 636 fő (2024. január 1.).

## Népesség
A település lakosságának változását az alábbi diagram mutatja:
| Lakosok száma | 357  | 517  | 690  | 563  | 436  | 420  | 571  | 602  | 622  | 636  |
|               | 1869 | 1890 | 1921 | 1950 | 1980 | 2001 | 2017 | 2019 | 2022 | 2024 |